# حلمي الجمل
حلمي الجمل (25 يناير 1951-) قارئ قرآن مصري. وُلد في قرية إخطاب بمحافظة الدقهلية. تتلمذ على يد الشيخين إسماعيل حمودة ومحمود الغريب. شغل منصب نائب نقابة القراء في مصر.

## وصلات خارجية
- صفحة حلمي الجمل عل إسلام ويب